# Warren Stevens
Warren Albert Stevens, född 2 november 1919 i Clarks Summit, Pennsylvania, död 27 mars 2012 i Sherman Oaks, Kalifornien var en amerikansk skådespelare.

## Filmografi i urval
- 1951 – Grodmännen – Hodges
- 1951 – Alla tiders dadda i sitt esse – reporter
- 1952 – Brinnande vildmark – Steve Burgess
- 1952 – Telefon från en främling – Marty Nelson
- 1952 – Storstadsmarodörer – George Burrows
- 1952 – Livets glada karusell – apotekare (ej krediterad)
- 1953 – Vild och galen – Lawrence
- 1953 – Flykten till Kuba – Clay Webley
- 1954 – Gorilla lös! – Joe
- 1954 – Barfotagrevinnan – Kirk Edwards
- 1954 - Black Tuesday - Joey Stewart
- 1955 – Skandalfängelset – Glen Burton
- 1955 – Med osäkrad revolver – Linc Jackman
- 1955 – Västerns våghalsar – Smokey
- 1956 – Mord är mitt alibi – Frankie Edare
- 1956 – Förbjuden värld – "Doc" Ostrow
- 1956 – Farlig gräns – Mike Bentley
- 1956 – Mord efter midnatt – Stan "Scarface" Wilbo
- 1958 – Dagar av hetta – Wyatt Mitchell
- 1958 – Polisförrädaren – Rudi Franklin
- 1958 – Uppdrag att mörda – Finch
- 1959 – Utmanaren – Lou Fraden
- 1962 – En flicka på halsen – Swing
- 1966 – Tågplundrarna i Colorado – Nate Harlan
- 1966 – Vi ses i helvetet, älskling – Johnny Dell
- 1968 – Brottsplats Manhattan – Ben Williams
- 1968 – De unga vilda – Brady Caswell
- 1983 – Undan för äss – Jim Catty

## Teater

### Roller
| År   | Roll        | Produktion                  | Regi       | Teater                         |
| ---- | ----------- | --------------------------- | ---------- | ------------------------------ |
| 1948 | Arthur Bond | Sundown Beach Bessie Breuer | Elia Kazan | Belasco Theatre, New York, USA |